# Ziemowit Pochitonow
Ziemowit Maria Pochitonow (ur. 23 sierpnia 1954 w Krakowie) – działacz opozycji demokratycznej w PRL, rzecznik Studenckiego Komitetu Solidarności w Krakowie.

## Życiorys
Syn Mikołaja i Zofii. W czasie studiów na wydziale rolnictwa Akademii Rolniczej w Krakowie został w maju 1977 członkiem Studenckiego Komitetu Solidarności, a we wrześniu tego roku jednym z rzeczników SKS (pełnił tę funkcję do końca roku akademickiego 1977/1978). W listopadzie 1977 został w związku z działalnością opozycyjną skreślony z listy studentów, na pół roku przed ukończeniem studiów, pod formalnym pretekstem niezaliczenia jednych z zajęć. Zajmował się drukiem wydawnictw SKS, był pomysłodawcą nazwy "Krakowskiej Oficyny Studentów". Przywrócony na studia, pracę magisterską obronił w maju 1980. Za swoją działalność został w 2007 odznaczony Krzyżem Oficerskim Orderu Odrodzenia Polski, a w 2022 Krzyżem Wolności i Solidarności.
Posiada stopień naukowy doktora, zawodowo zajmuje zagadnieniami związanymi z ochroną środowiska i odnawialnymi źródłami energii. W 2020 był jednym z sygnatariuszy listu skierowanego do Prezydenta Republiki Francuskiej Emmanuela Macrona, w którym apelowano o wstrzymanie przemocy wobec uczestników ruch żółtych kamizelek.